# 1768 en droit
Cet article présente les faits marquants de l'année 1768 en droit.

## Événements
- 16 janvier : interdiction à tous les sujets du duché de Parme de plaider devant les tribunaux de Rome sans autorisation ducale. La politique religieuse menée par Guillaume du Tillot, ministre de Don Philippe (renforcement du contrôle du souverain sur le clergé, dans ses biens, dans ses rapports avec le pape, voire dans l’exercice du culte, interdiction de tout recours à des tribunaux étrangers, en particulier ceux du pape) suscite l’interdit du pape sur le duché (bref du 30 janvier). Parme expulse alors les Jésuites et abolit l’Inquisition[1].

- 7 - 8 février : expulsion des Jésuites du duché de Parme.

- 11 mars : édit de pacification à la suite de la révolte des classes moyennes contre la domination des familles patriciennes à Genève[2]. Admission à la bourgeoisie de 20 natifs dans le courant de cette année, et de 5 les années suivantes[3].

- 5 avril : création de la Real Mesa Censoria (tribunal de censure). Le Saint-Office perd son pouvoir de censure au Portugal[4].

- 2 mai, Portugal : le marquis de Pombal ordonne la destruction de tous les registres contenant le nom des familles nouvelles chrétiennes[5]. Il convoque les chefs de famille prétendus « rigoristes » (qui se gardent de toute alliance impure) et les somment de marier leurs filles restant célibataires dans les quatre mois avec des prétendants exclus de leur liste. Il menace de déchoir de leur dignité ceux qui ne s’y conformeraient pas[6].

- 17 mai : l’ordre d'expulsion des Jésuites arrive aux Philippines[7].

- 31 décembre[8] : promulgation du code thérésien de procédure pénale (Constitutio Criminalis Theresiana), rédigé par Charles Martini. Il reste traditionaliste et coutumier. La torture et le bûcher pour les homosexuels sont maintenus. Le sacrilège, l’hérésie, l’apostasie, le blasphème, sont qualifiés de crimes. Fin des procès de sorcellerie.